# 셸론강 전투
셸론강 전투(러시아어: Шелонская битва)는 1471년 7월 14일 셸론강에서 벌어진 모스크바 대공국과 노브고로드 공화국 사이의 결정적 전투였다. 이 전투의 대패로 노브고로드는 사실상 무조건 항복하게 되었고, 7년 뒤인 1478년 모스크바에 완전히 흡수합병되었다.